# Ježek Sonic 2
Ježek Sonic 2 (v originále anglicky Sonic the Hedgehog 2) je americká akční komedie z roku 2022. Film je založen na herní franšíze společnosti Sega a režíroval jej, stejně jako první díl, Jeff Fowler.
Díky úspěchu prvního dílu oznámila společnost Paramount Pictures již v květnu 2020, že se bude natáčet pokračování, které bylo svěřeno stejnému tvůrčímu týmu. Natáčení probíhalo od března do června 2021 ve Vancouveru a na Havaji. Ještě před vydáním tohoto filmu se začalo s přípravami na natáčení třetího dílu.

## Obsazení
V tomto filmu se vyskytují hrané postavy i animované. Níže je seznam herců a jejich rolí.

### Dabing animovaných postav
| Ben Schwartz              | Ježek Sonic                   |
| Benjamin L. Valic         | Ježek Sonic (jako malé dítě)  |
| Colleen O'Shaughnesseyová | Miles Tails Prower (Chvostík) |
| Idris Elba                | Ježura Knuckles               |
| Donna Jay Fulksová        | Longclaw                      |

### Herecké obsazení
| Jim Carrey                | Doktor Robotnik               |
| James Marsden             | Tom Wachowski                 |
| Tika Sumpterová           | Maddie Wachowská              |
| Natasha Rothwellová       | Rachel (starší sestra Maddie) |
| Adam Pally                | Wade Whipple                  |
| Shemar Moore              | Randall                       |
| Lee Majdoub               | Stone                         |
| Tom Butler                | Velitel Walters               |
| Melody Nosipho Niemannová | Jojo (dcera Rachel)           |

## Děj
Od úspěšné porážky Dr. Robotnika v prvním filmu uplynulo několik měsíců. Ten na Houbové světě usilovně pracoval na návratu a kanibalizací zničeného stroje sestavil satelit poháněný Sonicovou bodlinou k vyslání signálu do hlubokého vesmíru. Brzy otevřelo několik postav z jiného světa portál prstenem moci. Robotnik na ně předem nachystal pasti, aby mohl sám uniknout, ale zastavil ho pohled na posledního, kdo prošel portálem. Byl to červený Ježura Knuckles, válečník s nadlidskou silou, jenž pátrá po Sonicovi a chtěl po Robotnikovi vědět, jak přišel k jeho bodlině, kterou držel v ruce. Ten mu pověděl, že Sonica nalezne na Zemi a rád ho tam dovede.
Mezitím si Sonic zvykl na život v rodině Toma a Maddie Wachowských, kteří ho vychovávají jako adoptivního syna v pubertě. Sonic si občas po nocích hraje na hrdinu na vlastní pěst a zrovna pomáhal dopadnout gang bankovních lupičů. V ulicích Seattlu ale způsobil takové množství škod, že naštval Toma, který ho nevyspalého vzal na rybářský člun. Promluvil mu do duše, že do role hrdiny musí nejprve vyzrát. A sám pozná, až to přijde. Musí jen být trpělivý a počkat na den, kdy jeho schopnosti budou skutečně potřeba.
Toho dne Tom s Maddie odcestovali na Havaj skrze portál vytvořený prstenem moci za její sestrou Rachel, která se vdávala za svého snoubence Randalla. Rachel však Toma neměla moc v lásce a dávala to najevo už v prvním filmu, v němž jí zničil auto a nechal ji doma svázanou na židli. Její snoubenec si ho také hezky vychutnal, ale v žertu. Nyní si všichni chtějí, aby svatba proběhla bez incidentu. Sonic tedy zůstal sám doma a tropil neplechy a nepořádek. V ten čas se vysoko na skále za městečkem Green Hills vytvořil portál, kterým proskočil Miles Tails Prower, jenž nějakým zařízením zkoumal prostředí a prohlásil, že je tady správně. Roztočil svůj dvojitý ohon a jako helikoptéra se vysokou rychlostí snesl do města, kde našel policejní auto. Večer, když se Sonic díval se psem na film, se za domem otevřel další portál a vypadl proud. 
Ve dveřích se ukázal Robotnik, pro Sonica nemilé překvapení. Robotnik svými řečmi o pomstě jemu, Tomovi i jeho ženě vyprovokoval Sonica k útoku, ale zasáhl Knuckles vládnoucí podobnou silou jako Sonic. Vykryl jeho úder a zasadil Sonicovi takovou ránu, že proletěl zdí a poničil dům. Robotnik mu představil svého nového přítele. Sonic se postavil a řekl mu, že je jedno, kdo mu pomáhá, ale jeho moc nikdy nezíská. Knuckles ho popíchl, zda vypadá jako někdo, kdo potřebuje jeho moc. Jejich souboj pokračoval venku, když s ním Knuckles vyrazil zeď obývacího pokoje. Přišpendlil ho na strom a prozradil, že hodlá dokonat to, co jeho předkové nedokázali: obnovit absolutní moc, aby uctil památku svého kmene.
Slova „absolutní moc“ zaujala Dr. Robotnika, jenž je sledoval. Knuckles nazval Sonica učedníkem Longclaw, jež byla nepřítelem kmene ježur, kteří její zásluhou vymřeli (kromě něj), a nyní zvěstoval Sonicovi smrt. Než ale stačil dát Sonicovi smrtící úder, srazilo ho policejní auto ukradené Milesem Prowerem. Miles rychle vyzval Sonica, aby naskočil, a ujeli. Marně se je pokoušel zastavit Robotnik, jenž na ně přes čelní sklo předváděl grimasy, jako by měl vzteklinu, než spadl. Miles automobil ovládal pomocí svých elektronických udělátek, a když se Knuckles vzpamatoval, vydal se je pronásledovat.
Miles se rychle představil i s přezdívkou Tails neboli „Chvostík“, kterou dostal za svůj dvojitý ocas. Knucklese popsal jako jednoho z nejnebezpečnějších válečníků v galaxii, který je posedlý legendárním arcismaragdem, prastarou relikvií, přestože to bylo považováno za pouhou pohádku. Za křižovatkou nad vysokým skalnatým srázem je Knuckles dohnal a začal od střechy demolovat auto. Chvostík navrhl uletět pryč a přesvědčil Sonica, aby se ho držel pevně za ruce, když auto záměrně poslal dolů ze skály. Knuckles se je snažil marně doskočit.
Na místo dorazil na zahradní sekačce Dr. Robotnik, jenž proti Měsíci zahlédl Sonica s Chvostíkem letět v tandemu pryč. Pomocí hodinek kontaktoval svého agenta Stonea, jenž si po skončení prvního filmu otevřel v Green Hills kavárnu, kam potají schoval nejdůležitější Robotnikovy technologie pro případ, že by se jednoho dne vrátil. Stone v euforii stiskl tlačítko, které vyslalo ze satelitu na oběžné dráze kapsli s Robotnikovými vejčitými zbraněmi na Robotnikovy souřadnice.
Miniroboti spravili Robotnikovi vizáž a pak oslovil Knucklese, jenž po skále šplhal nahoru, ohledně té absolutní moci. Knuckles ho odbyl, že do té mu nic není, navíc jejich dohodu považoval za splněnou. Robotnik ho však přesvědčil k další spolupráci znalostí Země a slibem, že mu pomůže najít tu absolutní moc, když on zničí Sonica. Knucklese poučil o pozemském stvrzování dohod stiskem ruky, kterou mu však ježura skoro rozdrtila.
Sonic se s Chvostíkem zatím ukryl u Wada Whippleho, policisty v Green Hills, kterému pověděl, co se přihodilo a co zmínil Knuckles: arcismaragd a Longclaw. Sonic vytáhl z brašny starou mapu galaxie, jež mu Longclaw kdysi svěřila, kde byl arcismaragd vyobrazen a přes něj byl záhadný nápis, jehož význam nikdy nerozluštil. V tu chvíli se však nápis rozsvítil a zobrazil velký hologram Longclaw s nahrávkou pro Sonica, že pokud toto sleduje, ona již není naživu, a tak doufá, že se bezpečně dostal na Zemi, kterou vybrala jako jeho úkryt z důvodu, že je zde uschován arcismaragd, který přetavuje myšlenky ve skutečnost. Ve špatných rukách by byl nebezpečný pro veškerý život ve vesmíru. Ochrana arcismaragdu bylo její poslání, které tímto předává jemu. Mapa ho dovede k arcismaragdu a k jeho ochraně, protože má takové srdce, jaké nikdy u nikoho v životě neviděla.
Tímto se Sonicovi vyjasnily některé malby na mapě a vodítkem byla konkrétní hora na Sibiři v Rusku, kde je uschován kompas, jenž je dovede za arcismaragdem. Aby se tam dostali co nejrychleji, otevřel Sonic prstenem moci portál přímo pod horu a vyzval Chvostíka, aby šel s ním. To on zprvu odmítal, protože se nepovažuje za bojovníka, jen Sonica přišel varovat. Sonic ho vyzval k ťuknutí pěstmi a řekl mu, že to na Zemi znamená neporušitelný slib. Slíbil, že nedopustí, aby se mu něco přihodilo.
Robotnik se s Knucklesem vydali za agentem Stonem, jenž ježuru, kterou nejprve nazval dikobrazem, přivítal v týmu. Knuckles mu též málem rozdrtil ruku a Robotnik se smál, že to znamená Knucklesovu důvěru. Stone přeměnil hlasovým příkazem kavárnu v Robotnikův velín. Mezitím na Havaji pokračovaly přípravy na svatbu a Tom se dále seznamoval s Randallem. Prohlédl si i svatební prsteny a přitom si vystřelil z Jojo vtípkem o chybějícím druhém prstenu. Sonic s Chvostíkem zatím bojovali se sibiřskou noční fujavicí a schovali se ve velké chalupě na úpatí hory. To byla ruská hospoda se spoustou štamgastů, kteří na oba vyjeveně zírali. Chvostíkovi nedělalo dobře drsné vzezření Sibiřanů, ale Sonic byl optimista.
Se servírkou Chvostík komunikoval přes svůj elektronický překladač, který si sám sestrojil. podobně jako jiné své věci, díky kterým Sonica našel po zachycení výboje energie uvolněné toho dne na baseballovém hřišti, jež způsobila masivní výpadek proudu v celé Americe. Také na dálku sledoval jeho boj proti „tomu zlému kníratému muži.“ Když ale Chvostík zjistil, že po Sonicovi jde Knuckles, nedokázal nečinně sedět doma a vydal se na Zemi taky. Ani jeden z nich ale nyní netušil, že Robotnik sledoval signál Sonicova mobilu a znal jejich polohu; přitom šeptem seznámil Stonea se svým novým cílem získat moc nad celou galaxií.
Chvostíkův překladač ale nefungoval moc dobře. Špatným překladem urazil servírku a spolu s ní celé osazenstvo, které chtělo obě „monstra“ hodit do ohně. Chvostík situaci na poslední chvíli zachránil zvoláním „Pivonka“, což je výzva na souboj – taneční s tamním šampionem – jež měla rozhodnout o jejich osudu. Oba předvedli Sibiřanům takovou šou, že si získali jejich srdce, a noc směli strávit tam. Chvostík se Sonica zeptal, zda myslel vážně, aby z nich byli parťáci. Byl totiž zmaten, protože se mu všechny ostatní lišky vyhýbaly kvůli jeho dvěma ocasům a nechtěly se s ním kamarádit. A pak se dověděl o něm, který je také divný, protože je nejrychlejším tvorem v galaxii. I to ho motivovalo k opuštění své rodné vesnice a vyhledat ho. A nyní mu chce pomoci v plnění jeho poslání.
Druhý den bylo již krásné počasí a vzlétli až k dotyčné hoře. Pod vrcholem nalezli vstup do chrámu s nástěnnými malbami sov a s texty. Chvostík je přeložil: před dávnými časy výbojný národ ježur utvořil ze sedmi Smaragdů chaosu nejmocnější zbraň, jaká kdy byla ve vesmíru vytvořena: Arcismaragd, díky kterému jediný válečník porazí celé armády sám. Proti ježurám povstal odpor sovích hrdinů, kterým se podařilo arcismaragd sebrat. Sovy přísahali, že ho budou chránit před použitím na zlo a od té doby trvala staletá válka. Došli k obří soví soše s hlavolamem s otočnými symboly. Sonicovi připadaly povědomé, tak je srovnal podle nápisu na mapě. Socha se aktivovala, skenem ověřila Sonicovu identitu, a svěřila mu kompas.
Za chvíli je nasvítily červené, Robotnikovy paprsky. Dovnitř vletěl v létacím stroji s Knucklesem a se spoustou malých vejčitých dronů. Sonicovi se podařilo Robotnika na chvíli upoutat řečmi o jeho vzhledu, připomínajícího Borata kříženého s jinou komickou figurou. Pak svou rychlostí zachytil do ruky vystřelenou raketu a poslal ji proti Knucklesovi, na kterého popadaly sutiny soví sochy. Díky tomu Sonic s Chvostíkem dostali čas a prostor zmizet. Sonic zničil jednoho drona a použil kus plechu jako snowboard. S Chvostíkem se rozdělil. Pronásledovaly ho desítky dronů a střílely po něm laserovými paprsky. Po konfrontaci s nimi ho však na jiném „snowboardu“ dohnal Knuckles a ježek opět musel bojovat s ježurou. Sonic se s ním snažil za sjíždění hory vyjednávat, ale Knuckles byl neoblomný, protože na tento souboj trénoval celý život. Sonic mu o sobě prozradil, že on nikdy žádným tréninkem neprošel.
Sonic však přišel o svůj „snowboard“, dostal zásah, poztrácel všechny prsteny moci a rukou visel za hrot skály. Sonic znovu promlouval ke Knucklesovi, zda nemá nějaké problémy se zlostí, a že ježury napadly v jeho raném dětství jeho domov a v podstatě zničili jeho dosavadní život. Knuckles odpověděl, že on ztratil úplně všechno, protože jeho kmen tehdy sahal po svém největším vítězství proti sovám. Před rozhodující bitvou proti Longclaw ale Knucklesův otec zakázal svému synovi, tehdy ještě dítěti, účast, protože jeho čas vzdání cti jejich kmeni teprve přijde. Tehdy viděl svého otce naposledy. Sonic mu na to smutně řekl, že toho dne ztratili všechno oba dva.
Víceméně to vypadalo na urovnání vzájemného boje, ale Chvostík zezadu napadl Knucklese elektronickými pouty, což ježura považoval za odpornou lest, a svou ohromnou silou se osvobodil. Sonic hodil kompas Chvostíkovi, ať uletí, ale kompas zachytil Robotnik a dvěma raketami Chvostíka sestřelil. Knuckles skočil za Robotnikem, aby mu řekl, že Sonic místo jejich pronásledování raději běžel pomoci svému zraněnému příteli. To Robotnik odbyl jako Sonicovu ubohou slabinu, čímž znervóznil Knucklese. Zatřásla se země, neboť předešlý boj strhl ohromnou lavinu, jež je dohnala. Chvostík se stále neprobral a Robotnik s Knucklesem zmizeli.
Sonicovi nezbylo, než uniknout lavině na „snowboardu“, zatížen bezvědomým Chvostíkem. Na Havaji se v tu chvíli konal svatební obřad, jehož atmosféru dokreslil červený dvojplošník táhnoucí velký transparent pro novomanžele. Sonic za jízdy vytáhl telefon, aby navázal videohovor s Tomem, jenž si naštěstí zapomněl mobil vypnout. Nejprve hovor típnul a omlouval se za vyrušení, ale pak byl nucen videohovor zvednout a seznámit se se Sonicovou šlamastykou. Byl jím požádán, ať použije prsten moci, který měl s Maddie použít pro zpáteční cestu z Havaje. Jenže právě zjistil, že má jen jeden ze svatebních prstenů a včerejší vtípek s Jojo vyústil v záměnu.
Rachel s Randallem si už začali nasazovat prsteny, a tak vyrušení vedlo k hádce, kdy Rachel ukázala oběma mužům svou energičnost, což Randallovi imponovalo. Tom to vyřešil pěstí Randallovi, sebral mu prsten a otevřel portál, kterým k nim pronikl Sonic s Chvostíkem a následovala je i lavina, jež zasypala celý prostor i většinu svatebních hostů. Když portál zmizel, Sonic v rychlosti Toma s Maddie informoval, že se Robotnik vrátil a chce získat arcismaragd, čemuž musí zabránit, jinak bude celý svět zničen. Pak začal ze sněhu vyhrabávat Chvostíka a Rachel jen nevěřícně zírala, co se to děje.
Sonic byl zachycen do sítě a uspán elektrošoky. Všichni svatební hosté namířili na Toma, Maddie, Rachel a Jojo zbraně a přišel za nimi velitel Walters, aby vysvětlil, že všichni Randallovi přátelé jsou ve skutečnosti federální agenti a Randall také. Rachel se na něj rozčílila, že celá svatba byl jen komplot, a pokusila se ho fyzicky napadnout. Sonica a Chvostíka ostatní zavřeli do klecí a Tom s Maddie se marně pokusili jim v tom zabránit. Walters jim vysvětlil, že si oba mimozemšťany přebírá jeho agentura a nařídil je umístit zatím do hotelu. Agresivní Rachel i ostatním vysvětlil, že jeho agentura planetární obrany proti hrozbám z vesmíru (Ochranné síly národů) byla vytvořena následkem událostí ze San Francisca v prvním filmu. Maddie se ho ptala, kdo nyní ochrání svět před Robotnikem? Walters byl překvapený, neboť se domníval jako všichni, že je mrtev, tak se otočil a začal vydávat příslušné rozkazy ve světle nových informací.
Jojo předala Maddie Chvostíkův žlutý batoh s jeho elektronickými vynálezy. Obě sestry je hodlaly použít, Maddie aby dostala zpět Sonica a Toma, a Rachel aby zatočila se svým snoubencem. Proplížily se před hotel hlídaný agenty a zneškodnily je s využitím Chvostíkových hraček. V zahradě hotelu si Randall vyčítal, co provedl Rachel, a svěřil se Waltersovi, jenž si hodlal připít na perfektně provedenou operaci. Ale přímo vedle nich přistál jeden ze zneškodněných agentů a přijížděla naštvaná Rachel na golfovém vozíku. Její náturu Randall obdivoval, stejně jako její hrozivost, pak jí musel čelit přímo. To zarazil Walters svou pistolí, jež střílela síť a elektrošoky. Randall se postavil do střely, aby ji ochránil a Rachel namířila na Walterse Chvostíkovu bouchačku a provedla varovný výstřel na svatební dort, který se rozprsknul široko daleko. Uklidnil ji až Randall, jenž se vzpamatoval z elektrošoků. Pověděl jí, že poprvé v životě jí nebude lhát: když se s ní seznámil, kvůli ní poprvé porušil nejdůležitější pravidlo: nezamilovat se. Oba se pak políbili, zatímco letadlo s transparentem udělalo druhý průlet. Mezitím Maddie našla uvězněné a pomohla jim uprchnout.
Na malý pustý ostrov prošel portálem Robotnik s Knucklesem i s drony. Laserem provedl sken povrchu a našel pod vrstvou písku zámek, kam přesně zapadl kompas. Od břehu ostrova se šířilo záhadné světle zelené světlo, jež v dáli explodovalo v ohromný výtrysk energie vysoko do oblak, který byl vidět a slyšet až v hotelu, kde Maddie ošetřovala Chvostíka. Sonic vysvětlil, že se stal obrovský průšvih, protože kompas už navedl Robotnika k arcismaragdu. V moři se rozevřela voda a odkryla tak obří podmořský chrám. Robotnik v euforii vykřikl, že to našel. Tom navrhl udělat poradu, ale Sonic trval na tom, že to musí udělat sám, protože je jediný, kdo se tam dostane rychle. Připomněl Tomovi jeho slova na jezeře. Chvostík sem přišel, aby našel svého hrdinu, který ale málem způsobil jeho smrt. Šanci stát se hrdinou pokazil, a proto to půjde spravit, dokud to ještě jde. Rozeběhl se do moře, byť nesnáší vodu.
Chvostík se probral, ale byl příliš oslabený, aby vzlétnul. Aspoň Tomovi a Maddie upřesnil, proti komu tam vlastně stojí, a že to Sonic sám skutečně nezvládne. Tom se tedy obrátil na svázaného Walterse. Mezitím se v Green Hills policista Wade Whipple zastavil v Stoneově kavárně, kde bylo zrovna zavřeno. Nedalo mu to a podíval se dovnitř přes mezeru v zatažených žaluziích, a spatřil uvnitř Robotnikův velín a Stonea chystajícího nový úbor pro Robotnika. Whipple vtrhl dovnitř a s pistolí v ruce Stonea zadržel. Sonic se mezitím ztratil v gigantických vlnách obklopujících odkrytý chrám a moře ho vyplavilo na břeh ostrova. Jakmile se probral, spatřil komplex v celé kráse. Po celý čas Robotnik s Knucklesem a s drony postupovali pomalu, neboť bylo uvnitř ohromného chrámového bludiště mnoho pastí. Naproti tomu Sonic postupoval díky rychlosti velice snadno, žádná past se neaktivovala rychleji, než to jeho pohyb dovolil.
I tak se ale k arcismaragdu dostali dříve Robotnik s Knucklesem, jenž mumlal, že konečně bude obnoven řád, a to díky jejich spojenectví. Robotnik se vystal Knucklese paralyzovat zezadu elektřinou, neboť ho měl se Stonem tak jako tak za užitečného hlupáka. Sonic, jenž k nim propadl i s pronásledujícími pastmi stropem síně, ho přerušil. Knuckles mu vyčetl, zda je pro něj všechno jen legrace a proč neustále brání naplnění jeho osudu. Sonic odvětil, že brání svou rodinu, což je zase jeho osud. Mezi ježkem a ježurou vypukla kolosální bitva, na níž byl Sonic tentokrát již dobře připraven a nebyl překvapen jako poprvé. Robotnik jejich boj z dálky sledoval, komediálním způsobem ho komentoval, a pozvolna a nepozorovaně se blížil k arcismaragdu. Jak si Sonic s Knucklesem vyměňovali tvrdé rány pěstí, nebo roztočené údery, vystoupal Robotnik na piedestal, kde si ho konečně všiml Sonic, když byl sražen k zemi a Knuckles se ho chystal dorazit velkým balvanem.
Oba upřeli své pohledy na Robotnika a Knuckles vykřikl, že takhle jejich dohoda nezněla. Robotnik ho nazval naivním bláznem, Knuckles se cítil být zrazen tím, komu důvěřoval a považoval ho za spojence. Robotnik se mu vysmál a ještě mu hrubě a výsměšně vysvětlil, co pro něj znamená přátelství, pak uchopil arcismaragd, zvedl ho nad hlavu a moc chaosu absorboval do sebe. Vyslal mohutnou rázovou vlnu, jež odhodila Sonica i Knucklese, zmizel pryč, a nechal chrám explodovat. 
Dovnitř se navalila ze všech směrů mořská voda. Knucklese zavalily padající sutiny, zalila ho voda a začal se topit. Sonic mu pomohl se vysvobodit, přičemž nasával bubliny stoupající vzhůru, aby pod vodou vydržel. Ale po této záchraně už neměl sílu vyplavat zpět nad hladinu a začal se topit sám. Knuckles se však pro něj vrátil a vytáhl ho až na břeh ostrova. Když přišel k sobě, ptal se Knucklese, jenž se nechtěl moc bavit, proč ho zachránil, když jsou nepřátelé. Odpověď zněla, že on ho zachránil první, což mu jasně dalo taktickou výhodu, jejíž podstatě nerozumí. Sonic mu jen řekl, že ho tam nedokázal nechat zemřít, i když mu šel po krku od první chvíle, protože být hrdina znamená nemyslet jen na sebe, ale být schopen brát na sebe zodpovědnost za ostatní. Knucklese zajímalo, zda jsou tato moudrá slova starým pozemským krédem. Tato slova ale Sonic slyšel od Toma, od člověka, který pro něj moc znamená.
Ze vzduchu se k nim blížil ve vypůjčeném červeném dvojplošníku Chvostík a Knuckles přemýšlel o tom, co si se Sonicem řekl na zasněžené sibiřské hoře o ztrátě všeho. Přesto Sonic nyní vypadá osvobozeně od zármutku a ptal se ho, jak se jen dovede postavit se zpátky na nohy i přes všechny dílčí neúspěchy? Sonic mu řekl, že to je spíše o tom, že nezůstal sám a našel si novou rodinu a nové přátele. Knucklese vyzval, aby si je také našel, protože nemusí být pořád sám, a podal mu ruku. Knuckles mu ji málem rozdrtil.
Whipple mezitím neúspěšně vyslýchal spoutaného Stonea, když tu se k nim teleportoval chaotický Robotnik, obklopený zelenou aurou. Osvobodil Stonea, který si s Whipplem vyměnil místo. Stone však ihned zjistil, že jsou zcela obklíčení. Do Green Hill dorazili gardisté z Ochranných sil národů s těžkou válečnou technikou. Helikoptérou se do Green Hills vrátili Tom, Maddie i Walters. To Robotnika nezneklidnilo, neboť se nyní cítí jako bůh. Vznesl se ven, vyměnil si s Tomem pár ostrých slov a Walters ho vyzval, aby se vzdal, neboť mu byly zabaveny všechny jeho laboratoře, roboti, drony i finance. Robotnik se rozhodl demonstrovat svou moc a mávnutím rukou začal k sobě přitahovat všechny stroje v dalekém okolí. Sám vystoupal do vzduchu, kde vznik obří černý oblak, a vykřikoval, že bude nový řád. Stone vyběhl z kavárny ven a prosil Robotnika, aby ho nahoru vzal s sebou.
Celé město i všichni agenti s úžasem zírali na obří černé mračno, v němž z ukořistěného materiálu začal Robotnik tvořit své velkolepé dílo. Knuckles otevřel portál, kterým proletěl dvojplošník se všemi třemi mimozemskými tvory na palubě, kteří okamžitě identifikovali, co ten ohromný černý mrak je. Chvostík měl o Knucklesovi trochu pochybnosti, ale Sonic mu věří, jen je Knuckles prostě svůj. Chvostík se ho zeptal, zda se na něj tedy nezlobí za sražení autem, ale Knuckles jen konstatoval, že se nezranil, ale pomstí se mu za to, až to bude nejmíň čekat.
Černý oblak se rozpustil a Robotnik dokončil své dílo: asi stometrového chodícího robota, který se mu podobal. Za ovládací pult posadil Stonea. Obří robot se rozeběhl vstříc městu. Knuckles seskočil dolů, zatímco Sonic zatím Robotnika jen provokoval. Robot zůstával nečinný a nevystřelil, protože se Stone ještě nesžil s ovládáním, a tak Robotnik přešel k pultu sám a vypálil na letadlo salvu raket. Sonic jednu zachytil a uletěl. Na zemi běžel k robotovi Knuckles a křičel na Robotnika, že je falešný hráč. Ten ho hodlal prstem robota rozplácnout jako komára, ale tvrdá pěst Knucklese byla tak silná, že trochu rozhodila ovládání robotické paže. Chvostíkovy věcičky posloužily jako kulomety, ale letadlo mu zničilo tlesknutí obřích knírů na hlavě robota (o což se postaral Stone), a tak musel uletět jen s ocasy. Sonic se v tu chvíli vrátil a raketu nasměroval robotovi do pravého kolena. Rázová vlna způsobila Stoneovi bezvědomí.
Všichni tři zvířecí hrdinové se setkali za kusem sutin a Knuckles si posteskl, že nezpůsobili vážnější škody. Chvostík konstatoval, že tomu tak bude, dokud bude Robotnik mít arcismaragd. Sonic navrhl zkoordinovat útoky založené na přednostech všech tří (síla, mazanost a rychlost). Toto bude jejich čas stát se hrdiny. Robotnik na ně vyslal drony, kteří je uzemnili, a tak nemohli zaútočit. Knuckles navrhl udeřit mu do slabin, ale nevěděli, co je jeho slabina. Slyšeli však robota řvát „Ježku!“ Sonica napadlo, že Robotnikova slabina je jeho posedlost jím a trojice se rozeběhla a za běhu/letu se domluvila rychle na taktice postavené na zjištěném faktu. Znovu se rozdělili a Sonic nalákal Robotnika na sebe, který se rozeběhl za ním mimo město. A jak tak běžel, nevšiml si, že Chvostík vynaložil značné úsilí, aby zezadu doletěl na tělo robota s Knucklesem, kterého sotva udržel, jak byl značně těžší než Sonic.
Mezitím Tom s Maddie pomáhali evakuovat obyvatele města a půjčili si automobil, aby se zapojili do bitvy. Robotnik v obřím robotovi pronásledoval Sonica lesem a střílel po něm očními lasery, vysmrkáním se zničil most a Sonic spadl do údolí. To dalo čas Knucklesovi a Chvostíkovi proniknout dovnitř. Chvostík svými hračkami vytvořil několik desítek hologramů sebe samého, které Robotnik postupně všechny zničil, ale pak přišel na řadu Knuckles, jenž tvrdou ranou do hrudi vyrazil arcismaragd z Robotnikova těla. Robotnik ztratil nad robotem kontrolu, a tak se zřítil čelem k zemi. Oba hrdinové vypadli i s arcismaragdem ven. Robotnik byl zděšen, ale nahodil záložní zdroj energie.
Nedaleko se probral Sonic a spatřil arcismaragd jen pár metrů od sebe, ale byl tak slabý, že se k němu blížil velmi pomalu. Robotnik ho hodlal robotem rozdupat, zatímco se týmž směrem blížili Tom s Maddie a v poslední vteřině nabrali Sonica do auta i s arcismaragdem. Robotnik auto zlikvidoval pěstí, ale všichni se dostali ven. Sonic hodlal použít moc arcismaragdu, ale ten se místo toho, aby se do něj absorboval, rozpadl na střepy a sedm smaragdů chaosu. Robotnik plamenometem označil místo havárie s Wachowskými i Sonicem jako terč, na který dupnul obří robotickou nohou. Sonic nejprve vyzýval Toma s Maddie, aby uprchli, ale ti ho tam odmítli nechat, protože jsou rodina. Těsně před dopadem nohy smaragdy zareagovaly a absorbovaly se do Sonica, aby z něj stvořily zlatě svítícího SuperSonica.
Ten zvedl robotovu nohu, přinutil ho udělat krok vzad, vyletěl do vzduchu a odřízl mu hlavu. Robotnik se zoufale snažil Sonica rozhodit falešnými nabídkami a lichotkami, a zkusil ho srazit oběma robotickými pažemi, ale Sonic je zastavil, jako by narazily do zdi a roztříštily se. Pak obrousil svou mocí hrudník robota, zničil jeho kritické systémy a jemným kopnutím ho shodil na záda. Robotnik nejprve padal spolu s robotem, až sletěl z velké výšky. Sonic sestoupil k zemi a Tom s Maddie se k němu rozeběhli. Zastavil je Knuckles, aby se ho nedotýkali, protože třímá moc smaragdů chaosu. Omluvil se jim, ale už to není Sonic, jakého znali. Sonic se totiž soustředil na své myšlenky, které se zhmotnily ve velkém černém oblaku nad ním a dolů sletělo několik hot-dogů. Knuckles se tedy opravil a Sonic ze sebe v mohutném záblesku tuto moc vypudil. Znovu modrého ho Wachowští mohli obejmout.
Chvostíka zajímalo, proč se Sonic vzdal takové ohromné moci, a dostal odpověď, že pro ni musí ještě vyspět, ví že je ještě pořád mládě. Všichni čtyři se objali a Knuckles někde vzadu mocí ježur opět sjednotil arcismaragd. Prohlásil, že strávil celý svůj život jeho hledáním, a nyní ho má, tedy oni všichni ho mají. Co dál? Chvostík řekl, že v minulosti povstaly dvě skupiny hrdinů, jedna ho chránila, druhá ho chtěla zneužít, až se obě navzájem zničily. A tak Sonic navrhl založit novou skupinu ochránců, složenou z nich tří. Knuckles to považuje za velmi obtížný úkol, a proto je potřeba složit přísahu, aby každý svou moc použil pro ten účel. Ťukli si pěstmi na znamení neporušitelného slibu.
O nějaký čas později se Wachowští se Sonicem, Chvostíkem a Knucklesem bavili hraním baseballu. Avšak agent Stone nějakým způsobem infiltroval Ochranné síly národů a tato organizace se pustila do zatím marného hledání Robotnikova těla v troskách jeho obřího robota. Jiný agent pak podával Waltersovi zprávu, že nalezli 50 let starý soubor, jenž obsahuje souřadnice výzkumného pracoviště, kde se uskutečnil Projekt Shadow.

## Produkce filmu

### Příprava natáčení
V dubnu 2020 oznámil James Marsden hrající Toma Wachovského svůj zájem podílet se na pokračování prvního filmu, v kterém by se vyskytovalo více postav z videoher o Sonicovi, včetně Chvostíka, jenž se ukázal v prvním filmu až na konci uprostřed závěrečných titulků. O pokračování projevil zájem i režisér Jeff Fowler, který chtěl rozvinout téma přátelství Sonica s Chvostíkem a další vývoj postavy Dr. Robotnika. Ben Schwartz později v dubnu řekl, že mu připadalo, že dosavadní mlčení společnosti Paramount Pictures ohledně pokračování dávalo smysl kvůli pandemii covidu-19, avšak též projevil zájem. Ještě v dubnu dal vědět spoluautor scénáře prvního dílu Patrick Casey, že se o pokračování už mluvilo, ale v té době ještě nedostal zelenou od Paramountu. Také prozradil, že Jim Carrey měl zájem o to obléci si na sebe oblek, v němž by byl tlustý, aby se v pokračování vzhledově podobal více Robotnikovi ze série videoher.
V květnu společnost Paramount Pictures potvrdila, že byla zahájena práce na pokračování filmu Ježek Sonic s tím, že režisérem bude opět Jeff Fowler a asistovat mu budou scenáristé Patrick Casey a Josh Miller. Ostatní členové filmového štábu v prvním dílu, tedy producenti Neal H. Mortiz, Toby Ascher, and Toru Nakahara, kteří předtím spolupracovali ještě s Takeshim Itoem, setrvali i na tento díl, stejně jako Tim Miller, Hadžime Satomi, a Haruki Satomi, kteří v prvním filmu měli funkci vedoucích producentů.
V prosinci 2020 oznámil umělec Fill Marc, zodpovědný za vytvoření náčrtů scén, že na filmu bude opět pracovat Tyson Hesse, který překresloval Sonica v prvním dílu. Název filmu byl v únoru 2021 stanoven na Sonic the Hedgehog 2. V květnu toho roku byl již znám příběh a Paramount zažádal o patent v katalogu U.S. Copyright Office.
Pro příběh filmu posloužily jako inspirace videohry Sonic the Hedgehog 2 (1992) a Sonic the Hedgehog 3 (1994), ale nejedná se o adaptaci obou těchto her do filmu. Fowler popsal tento film jako „tavicí kotel“, v němž našly místo nápady ze hned několika her se Sonicem.

### Casting
Už 27. ledna 2020, když se teprve blížila premiéra prvního filmu, dal Jim Carrey najevo svůj zájem pokračovat v roli Dr. Robotnika v dalším filmu, kde by tuto postavu dále rozvinul: „Nevadilo by mi jít do dalšího dílu, protože to byla v prvé řadě velká zábava a také opravdová výzva pokusit se přesvědčit lidi, že mám trojcifernou hodnotu IQ... Víte, je zde tolik prostoru, Robotnik ještě nedokázal nalézt své zbožštění.“ 6. března 2020 oznámil James Marsden, že podepsal smlouvu na vícero pokračování Sonica.
26. ledna 2021 oznámila Tika Sumpterová, že si opět zahraje svou roli Maddie Wachowské. V únoru 2021 bylo oznámeno, že je v jednání účast Jasona Momoy v roli Ježury Knucklese. V březnu bylo oficiálně oznámeno, že Ben Schwartz i Jim Carrey se znovu představí v rolích Sonica respektive Robotnika. V témže měsíci bylo potvrzeno, že si Adam Pally opět zahraje v roli policisty Wadeho Whipplea. V dubnu bylo definitivně potvrzeno, že James Marsden opět bude hrát Toma Wachowského. 16. června bylo oznámeno, že se Shemar Moore zúčastnil castingu na v té době ještě neoznámenou roli ve filmu, a tak si zahrál Randalla, snoubence Rachel. Dne 10. srpna byla onámena novinka ohledně angažování Idrise Elby, jenž měl dabovat Ježuru Knucklese. V témže měsíci bylo oznámeno, že si Natasha Rothwellová opět zahraje Rachel. 29. září se objevila zpráva, že si Lee Majdoub opět zahraje roli agenta Stonea, asistenta Dr. Robotnika. 7. prosince 2021 oznámila Colleen O'Shaughnesseyová, že se do druhého dílu vrátí jako hlas Chvostíka. 23. ledna 2022 bylo oznámeno, že se ve filmu opět objeví Tom Butler a Elfina Luk ve svých rolích velitele Walterse a tajemníka Bezpečnosti země.

### Natáčení
V prosinci 2020 se objevila zpráva, že BC Film Commission uvedla, že natáčení proběhne od 15. března do 10. května 2021 pod pracovním názvem Emerald Hill, který odkazuje na úvodní úroveň ve hře Sonic the Hedgehog 2. V lednu 2021, Tika Sumpterová prozradila, že natáčení probíhalo ve Vancouveru a na Havaji.
Hlavní natáčení začalo ve Vancouveru 15. března 2021, přičemž Brandon Trost působil jako kameraman. Jim Carrey uspořádal pro filmový štáb jako výraz svého vděku dne 7. května tombolu, aby v ní udal Chevrolet Blazer. Automobil byl nakonec předán technikovi starajícího se o kamery. Natáčení ve Vancouveru skončilo 12. května 2021. Na Havaji pak skončilo až 25. června.

### Hudba
Dne 8. prosince 2021 bylo oznámeno angažování Toma Holkenborga, který skládal hudbu i pro první film. K filmu vznikla i titulní píseň „Stars in the Sky“, kterou nazpíval americký muzikant Kid Cudi.

### Vizuální efekty a animace
Vizuální efekty a animaci pro Ježka Sonica 2 vytvořila dceřiná společnost holdingu Sega Marza Animation Planet a společnost Moving Picture Company, které spolupracovaly i na prvním filmu. Jako scenárista působil John Whittington a bylo to oznámeno 10. srpna 2021. Další vizuální efekty poskytla britská společnost DNEG.